# Gat (estri)

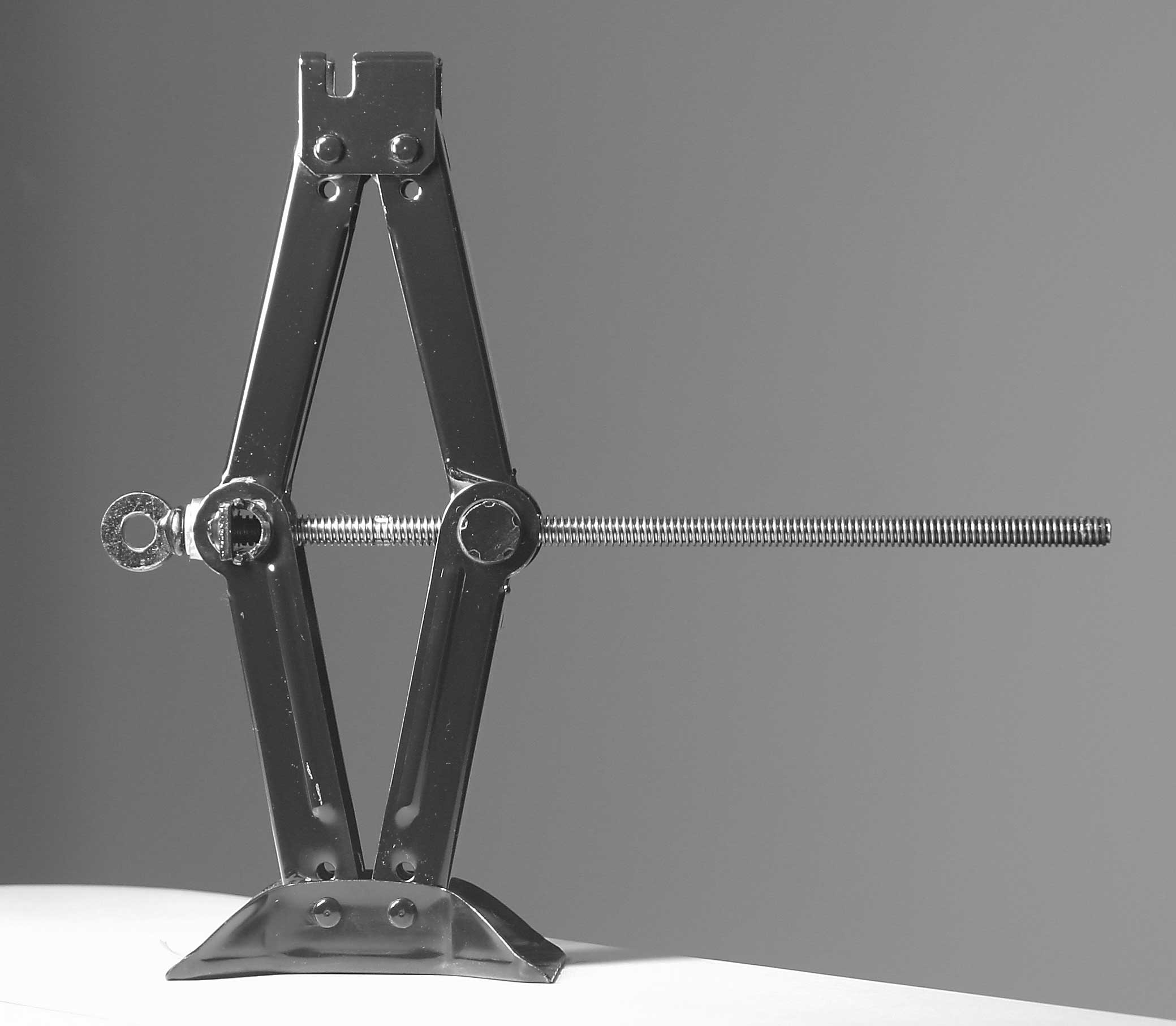
Gat mecànic

Un gat, grill, manota o cric és una màquina que serveix per aixecar objectes molt pesants o aplicar grans forces lineals.

## Descripció
La seva base pot ser hidràulica o mecànica. Els gats mecànics, fonamentats en el caragol (enginyeria) serveixen per a aixecar càrregues petites, com ara cotxes (sovint formen part de l'equipament que aquests porten per tal de canviar els pneumàtics crebats). Els crics hidràulics s'empren en enginyeria i construcció (per exemple, per a tensar cables en el formigó pretesat.
Els gats solen tenir una capacitat d'elevació màxima (per exemple, 1,5 tones o 3 tones). Els gats industrials es poden classificar per a moltes tones de càrrega.

## Història

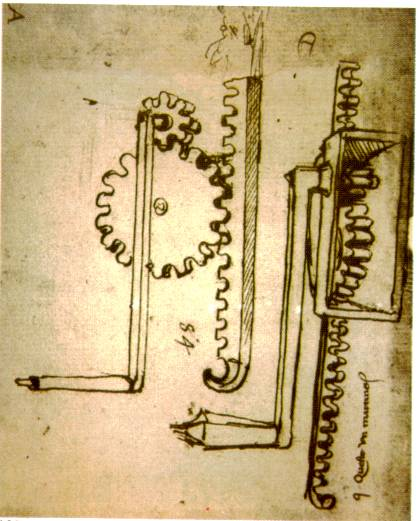
Disseny de Leonardo de Vinci al Codex Atlantticus.

Al Renaixement es comença a desenvolupar el coneixement pràctic i teòric de com funcionen engranatges i peces roscades. Per trobar els primers dissenys de mecanismes mecànics per a l'elevació de càrregues pesades, relacionats amb allò que avui dia es coneixen com a gats mecànics; cal observar alguns dels dibuixos del segle xvi que formen part del Codex Atlanticus de Leonardo da Vinci.
Els primers cotxes equipats amb una roda de recanvi inflada van ser els Rambler el 1906.